# Felix Chong
Felix Chong Man-keung (xinès tradicional 莊文強 xinès simplificat  庄文强 pinyin Zhuāng Wénqiáng) (nascut el 27 de desembre de 1968) és un guionista, director de cinema i actor de Hong Kong.
És un dels guionistes més famosos de Hong Kong i ha guanyat diversos premis prestigiosos als Premis de Cinema de Hong Kong. Chong és conegut per treballar amb freqüència al costat del director de fotografia/director Andrew Lau i de l'escriptor/director Alan Mak.
La pel·lícula més coneguda de Chong com a guionista és Infernal Affairs, que va coescriure juntament amb Alan Mak. Altres pel·lícules escrites per Chong inclouen Infernal Affairs 2, Infernal Affairs 3, Initial D, Dance of a Dream i Confession of Pain.
El 2018, va escriure i dirigir la pel·lícula Project Gutenberg, protagonitzada per Chow Yun-fat i Aaron Kwok.
El febrer de 2021, es va anunciar que Chong escriuria i dirigiria la pel·lícula de 2023 The Goldfinger, amb el suport d'Emperor Motion Pictures i socis de la Xina continental, amb un pressupost reportat d'uns 30,8 milions de dòlars (200 milions de RMB).

## Filmografia
| Any  | Títol                 | Director | Guionista | Productor | Notes       |
| ---- | --------------------- | -------- | --------- | --------- | ----------- |
| 1999 | The Sunshine Cops     | No       | Sí        | No        |             |
| 2000 | Gen-Y Cops            | No       | Sí        | No        | També actor |
| 2000 | Tokyo Raiders         | No       | Sí        | No        |             |
| 2001 | Dance of a Dream      | No       | Sí        | No        |             |
| 2001 | Stolen Love           | No       | Sí        | No        |             |
| 2001 | Shadow                | No       | Sí        | No        |             |
| 2002 | Infernal Affairs      | No       | Sí        | No        |             |
| 2003 | Infernal Affairs II   | No       | Sí        | No        |             |
| 2003 | Infernal Affairs III  | No       | Sí        | No        |             |
| 2003 | Cat and Mouse         | No       | Sí        | No        |             |
| 2005 | Initial D             | No       | Sí        | No        |             |
| 2005 | Moonlight in Tokyo    | Sí       | Sí        | No        |             |
| 2006 | Confession of Pain    | No       | Sí        | No        |             |
| 2008 | Lady Cop & Papa Crook | Sí       | Sí        | No        |             |
| 2009 | Overheard             | Sí       | Sí        | No        |             |
| 2010 | Once a Gangster       | Sí       | No        | No        |             |
| 2011 | The Lost Bladesman    | Sí       | Sí        | No        |             |
| 2011 | Overheard 2           | Sí       | Sí        | No        |             |
| 2012 | The Silent War        | Sí       | Sí        | No        |             |
| 2014 | Overheard 3           | Sí       | Sí        | No        |             |
| 2018 | Project Gutenberg     | Sí       | Sí        | No        |             |
| 2019 | Integrity             | No       | No        | Sí        |             |
| 2023 | One More Chance       | No       | Sí        | No        |             |
| 2023 | The Goldfinger        | Sí       | Sí        | No        |             |

## Premis
| Any  | Pel·lícula        | Premi                              | Celebració                    |
| ---- | ----------------- | ---------------------------------- | ----------------------------- |
| 2003 | Infernal Affairs  | Millor guió Compartit amb Alan Mak | Golden Bauhinia Awards        |
| 2003 | Infernal Affairs  | Millor guió Compartit amb Alan Mak | Premis de Cinema de Hong Kong |
| 2014 | Overheard 3       | Millor guió Compartit amb Alan Mak | Premis de Cinema de Hong Kong |
| 2019 | Project Gutenberg | Millor director                    | Premis de Cinema de Hong Kong |

| Any  | Pel·lícula           | Nominació                              | Celebració                         |
| ---- | -------------------- | -------------------------------------- | ---------------------------------- |
| 2003 | Infernal Affairs     | Millor guió Compartit amb Alan Mak     | Premis de Cinema Cavall d'Or       |
| 2004 | Infernal Affairs II  | Millor guió Compartit amb Alan Mak     | Premis de Cinema de Hong Kong      |
| 2004 | Infernal Affairs III | Millor guió Compartit amb Alan Mak     | Premis de Cinema de Hong Kong      |
| 2005 | Initial D            | Millor guió                            | Premis de Cinema Cavall d'Or       |
| 2007 | Confession of Pain   | Millor guió Compartit amb Alan Mak     | Premis de Cinema de Hong Kong      |
| 2010 | Overheard            | Millor guió Compartit amb Alan Mak     | 29ns Premis de Cinema de Hong Kong |
| 2010 | Overheard            | Millor director Compartit amb Alan Mak | 29ns Premis de Cinema de Hong Kong |
| 2011 | Overheard 2          | Millor guió Compartit amb Alan Mak     | 31ns Premis de Cinema de Hong Kong |
| 2011 | Overheard 2          | Millor director Compartit amb Alan Mak | 31ns Premis de Cinema de Hong Kong |
| 2012 | The Silent War       | Millor guió Compartit amb Alan Mak     | 32ns Premis de Cinema de Hong Kong |
| 2014 | Overheard 3          | Millor director Compartit amb Alan Mak | 34th Premis de Cinema de Hong Kong |
| 2024 | The Goldfinger       | Millor director and Millor guió        | 42ns Premis de Cinema de Hong Kong |